# Grand Prix Belgii 1933
Grand Prix Belgii 1933 (oryg. IV Grand Prix de Belgique) – jeden z wyścigów Grand Prix rozegranych w 1933 roku, a trzeci spośród tzw. Grandes Épreuves.

## Lista startowa
Na niebieskim tle kierowcy, którzy nie wzięli udziału w kwalifikacjach, lecz współdzielili samochód w czasie wyścigu
| Nr | Kierowca                | Zespół                    | Samochód         | Silnik             |   |
| -- | ----------------------- | ------------------------- | ---------------- | ------------------ | - |
| 2  | Louis Chiron            | Scuderia C.C.             | Alfa Romeo Monza | Alfa Romeo 2.3 S-8 | ? |
| 4  | Marcel Lehoux           | prywatny                  | Bugatti T51      | Bugatti 3.0 S-8    | ? |
| 6  | Guy Moll                | prywatny                  | Alfa Romeo Monza | Alfa Romeo 2.3 S-8 | ? |
| 8  | Raymond Sommer          | prywatny                  | Alfa Romeo Monza | Alfa Romeo 2.6 S-8 | ? |
| 10 | Baconin Borzacchini     | Scuderia Ferrari          | Alfa Romeo Monza | Alfa Romeo 2.6 S-8 | ? |
| 12 | Eugenio Siena           | Scuderia Ferrari          | Alfa Romeo Monza | Alfa Romeo 2.6 S-8 | ? |
| 14 | Achille Varzi           | Automobiles E. Bugatti    | Bugatti T51      | Bugatti 2.3 S-8    | ? |
| 16 | William Grover-Williams | Automobiles E. Bugatti    | Bugatti T51      | Bugatti 2.3 S-8    | ? |
| 18 | René Dreyfus            | Automobiles E. Bugatti    | Bugatti T51      | Bugatti 2.3 S-8    | ? |
| 20 | Marko                   | Edgard Markiewicz         | Bugatti T35B     | Bugatti 2.3 S-8    | ? |
| 22 | Tazio Nuvolari          | Scuderia Ferrari          | Maserati 8CM     | Maserati 3.0 S-8   | ? |
| 24 | Goffredo Zehender       | Officine Alfieri Maserati | Maserati 8CM     | Maserati 3.0 S-8   | ? |
| Nr | Kierowca                | Zespół                    | Samochód         | Silnik             |   |

## Wyniki

### Wyścig

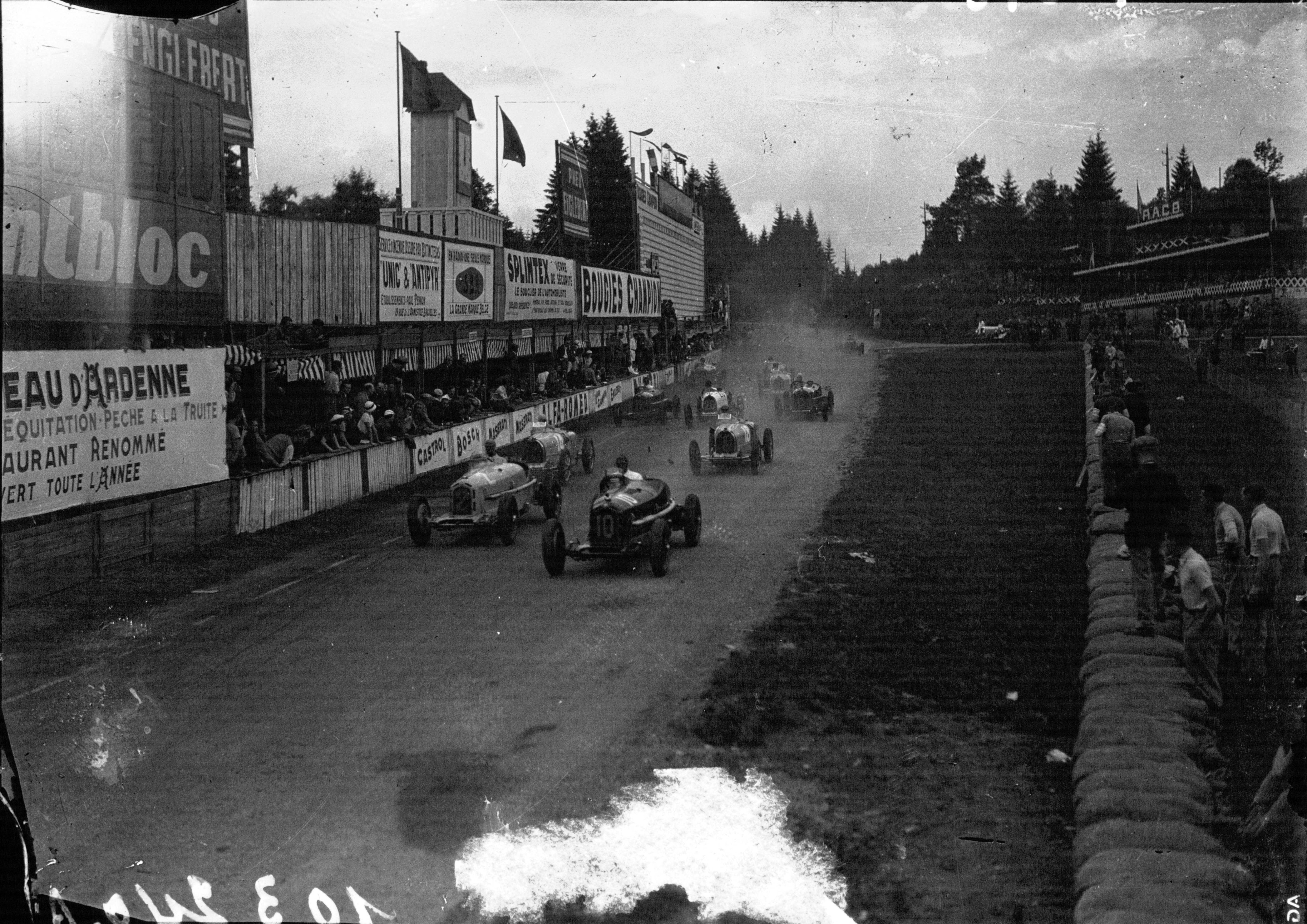
Start wyścigu

Źródło: kolumbus.fi
| P                 | + / – | Nr | Kierowca                | Konstruktor | Okr. | Czas / Strata   | Komentarz |
| ----------------- | ----- | -- | ----------------------- | ----------- | ---- | --------------- | --------- |
| 1                 | 10    | 22 | Tazio Nuvolari          | Maserati    | 40   | 4h09:11         |           |
| 2                 | 5     | 14 | Achille Varzi           | Bugatti     | 40   | +3:45           |           |
| 3                 | 6     | 18 | René Dreyfus            | Bugatti     | 40   | +3:48           |           |
| 4                 | 2     | 4  | Marcel Lehoux           | Bugatti     | 40   | +4:17           |           |
| 5                 | 1     | 12 | Eugenio Siena           | Alfa Romeo  | 40   | +7:59           |           |
| 6                 | 2     | 16 | William Grover-Williams | Bugatti     | 39   | +1 okr          |           |
| 7                 | 3     | 8  | Raymond Sommer          | Alfa Romeo  | 35   | +5 okr          |           |
| Niesklasyfikowani |       |    |                         |             |      |                 |           |
|                   |       | 10 | Baconin Borzacchini     | Alfa Romeo  | 22   | Korbowód        |           |
|                   |       | 6  | Guy Moll                | Alfa Romeo  | 20   | Skrzynia biegów |           |
|                   |       | 2  | Louis Chiron            | Alfa Romeo  | 20   | Dyferencjał     |           |
|                   |       | 20 | Edgard Markiewicz       | Bugatti     | 15   | Wypadek         |           |
|                   |       | 24 | Goffredo Zehender       | Maserati    | 10   | Skrzynia biegów |           |
| P                 | + / – | Nr | Kierowca                | Konstruktor | Okr. | Czas / Strata   | Komentarz |

### Najszybsze okrążenie
Źródło: teamdan.com
| Nr | Kierowca       | Konstruktor | Czas | Okr. |
| -- | -------------- | ----------- | ---- | ---- |
| 22 | Tazio Nuvolari | Maserati    | 6:01 | 13   |